# Alluviobolus
Genre
Alluviobolus est un genre de mille-pattes de la famille des Pachybolidae.

## Liste des espèces
Selon Catalogue of Life (25 novembre 2017) :
- Alluviobolus antanosy Wesener, 2009
- Alluviobolus laticlavius Wesener, 2009
- Alluviobolus tsimelahy Wesener, 2009